# Badamuddanapalya, Koratagere
Badamuddanapalya là một làng thuộc tehsil Koratagere, huyện Tumkur, bang Karnataka, Ấn Độ.